# Jóslás

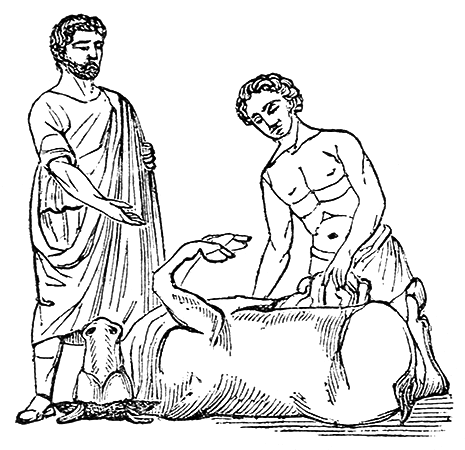
Jóslás az állatok belsejéből az ókori Görögországban

A jóslás értelmezése kétféleképpen közelíthető meg: az egyik magyarázat szerint a jóslás egy problémára adott megoldási javaslatot jelent, melyet a jósok, vagy javasok dolgoznak ki. Egy másik értelmezés szerint a jóslás szó megegyezik a jövő kiderítésére irányuló tevékenységgel, a jövendöléssel.

## Etimológiája
A magyar nyelv történeti–etimológiai szótára szerint a jóslás és a kapcsolódó kifejezések eredete a jó szóra vezethető vissza, amely ősi örökség az ugor nyelvek korából; megfelelői megtalálhatók a hanti és a manysi nyelvben is. A magyar nyelvben „v”-vel ellátott és „v” nélküli tőváltozatokban alakult tovább, amihez jelentésbeli különbség is társult: a java, javak elsősorban a konkrét anyagi dolgokra vonatkoznak, míg jó alakhoz inkább elvont jelentések fűződnek.
A javas és a jós hasonlóképpen szóhasadással elkülönült változatok: a javas inkább a meggyógyít (javít) jelentéshez kapcsolódik, a jós a jövendőmondáshoz. Mindkét változat hordozza magában a varázsló, kuruzsló jelentést is.

## Történeti előfordulása
A Képes krónika a Vata-féle pogánylázadás kapcsán említi, hogy Vata maga köré sok varázslót, jósnőt és táltost gyűjtött (magos, phitonissas, aruspices). Ipolyi Arnold a Magyar Mythologia című művében azt írja, hogy a latin megnevezések helyére beilleszthetők olyan, régi tisztséget jelölő, fennmaradt magyar szavak, mint pl. a „javas”. Innen vezeti le Ipolyi a „javas”  szó „javasol”-ból való származását.

## Mai vitatott elméletek
Müller Péter író a Ji Csingről szóló könyvének előszavában fejti ki az a nézetét, mely szerint a „jósolni” igének eredeti jelentése a „javaslatot adni”. Az író szerint a magyar nyelv különleges bölcsességét jelzik a „jós”, „javas”, „jósol”, „jóslat” szavaink, hiszen ha megfigyeljük: a jós megmondja, mi a jó, vagyis hogy hogy mit tegyünk, hogy a jövendőnk jó legyen, és ne rossz. A nyelv régies, mára már elvétve használt kifejezése az említett levezetés szerint a mainál még pontosabb. Az eredeti kifejezés szerint ugyanis a javas „javasol”, tehát megmondja, javasolja, hogy mit tegyünk és hogyan, hogy az a javunkra váljon; így a jóslat tehát nem más, mint javaslat, jótanács.
Varga Csaba a tudományosan már túlhaladott gyökelmélet alapján „Régi orvosi kisszótár” c. könyve szerint a jóslás szó a „jő” szógyökből származik, mint jövős, jövendölő. Egyben utal a „javas ” szóra, melynek az általa vallott levezetés szerinti gyöke a jó, amelyből v-vel következik a jav, vagyis „javas”. A „javas” jelentése gyógyító asszony vagy férfi. A javas pedig v nélkül „jós” (jó-os), vagy eredetileg jósz (jó-osz, jó-asz), mely szó már csak a jószág szóban él. A „javas” tehát Varga Csaba szerint nem tévesztendő össze az azonos hangzású jóssal, jósolóval, mert e szavak gyöke a „jő”, „jöv” – mint jövő, jövendő, jövendölő: a jós jövendőt mond.
Müller Péter szerint a jóslás nem keverendő össze a jövendöléssel. A jós vagy javas megmondja az embernek, miképp éljen. A jövendőmondás azt kívánja megmondani, hogy mi lesz a jövendő, vagyis hogy mi fog történni.